# David Townsend
Pour les articles homonymes, voir Townsend.
David Townsend, né le 28 août 1955 à Birmingham, est un rameur d'aviron britannique.

## Palmarès

### Jeux olympiques
- 1980 à Moscou
  -  Médaille de bronze en quatre sans barreur[1]

### Championnats du monde
- 1978 à Karapiro
  -  Médaille de bronze en quatre sans barreur